# Князь Гавриил, или Последние дни монастыря Бригитты
«Князь Гавриил, или Последние дни монастыря Бригитты» (эст. Vürst Gabriel ehk Pirita kloostri viimsed päevad) — историческая повесть эстонского писателя Эдуарда Борнхёэ, опубликованная в 1893 году. Считается одним из классических произведений эстонской литературы. Стала литературной основой эстонского фильма «Последняя реликвия» (1968).

## Сюжет
Действие повести происходит в Северной Эстонии в 1576—1577 годах, во время Ливонской войны. Накануне свадьбы дочери богатого ливонского рыцаря Агнес фон Мённикхузен и юнкера Ханса фон Рисбитера в мызном лагере появляется молодой человек по имени Габриэль. В ту же ночь на ливонцев нападает русский отряд, Габриэль спасает Агнес и отправляется с ней в путь в Таллин. Он рассказывает девушке, что его отец — русский князь Загорский, а мать — крепостная эстонская крестьянка, и что сейчас он едет в Швецию, чтобы найти отца-эмигранта. Герои влюбляются друг в друга. Позже они попадают в руки Иво Шенкенберга, командующего таллинскими военными, который тоже влюбляется в Агнес. Он наносит Габриэлю/Гавриилу удар ножом и приказывает бросить его тело в воду, а Агнес рассказывает, будто её возлюбленный бежал.
Агнес снова попадает к отцу и соглашается стать женой Рисбитера. Однако во время венчания она видит в толпе зрителей Габриэля и отвечает «Нет» на вопрос священника, так что церемония прерывается. Габриэлю удаётся встретиться с Агнес. Он рассказывает, что нашёл отца и теперь должен поехать в Москву за царским прощением, но обещает вскоре вернуться. Отец Агнес отправляет её в монастырь Бригитты, где с ней жестоко обращаются. В начале 1577 года русская армия осаждает Таллин. Князь Гавриил Загорский, оказавшийся в числе осаждающих, проникает в монастырь, забирает Агнес и увозит её в Россию, где герои женятся.

## Создание и оценки
Повесть была опубликована в 1893 году. Литературоведы отмечают, что Эдуард Борнхёэ, обладавший к тому времени большим писательским опытом, демонстрирует здесь мастерство, но при этом судьбы героев его интересуют заметно меньше, чем в ранней повести «Мститель», а сюжет становится несколько более искусственным из-за появления классических приключенческих мотивов.
«Князь Гавриил» стал первым произведением эстонской литературы, рассказывающим о Ливонской войне. Автор здесь открыто полемизирует с историками-остзейцами, высмеивая ливонское рыцарство и изображая как отрицательных персонажей людей, существовавших в реальности (в частности, Иво Шенкенберга, которого в остзейской историографии идеализировали).
В 1969 году в Советской Эстонии по мотивам повести был снят фильм «Последняя реликвия» («Таллинфильм», режиссёр Григорий Кроманов, сценарист Арво Вальтон). Главные роли в нём сыграли Александр Голобородько и Ингрида Андриня. Картина стала одним из лидеров проката в СССР (1971 год — 44,9 млн зрителей, 2-е место) и абсолютным лидером по количеству зрителей среди всех фильмов, снятых на киностудиях Советской Прибалтики.